# Šinobu Asagoeová
Šinobu Asagoeová (japonsky: 浅越 しのぶ [Asagoe Šinobu]; narozená 28. června 1976, prefektura Hjógo) je bývalá japonská profesionální tenistka. Ve své kariéře na okruhu WTA Tour vyhrála devět turnajů ve čtyřhře. Zúčastnila se Letních olympijských her 2000 v Sydney a 2004 v Athénách.
Na žebříčku WTA byla nejvýše ve dvouhře klasifikována v dubnu 2005 na  21. místě a ve čtyřhře pak v květnu 2006 na 13. místě. Trénoval ji Natsuo Jamanaka.
Aktivní kariéru ukončila na US Open 2006 zápasem ve čtyřhře žen, když spolu s Morigamiovou podlehly ve třetím kole prvnímu světovému páru Lisa Raymondová a Samantha Stosurová.

## Finálové účasti na turnajích WTA Tour

### Dvouhra: 3 (0–3)
| Legenda           |   |
| Grand Slam        | 0 |
| WTA Championships | 0 |
| Tier I            | 0 |
| Tier II           | 0 |
| Tier III          | 0 |
| Tier IV & V       | 0 |
| Olympijské hry    | 0 |

#### Finalistka (3)
| Č. | Datum           | Turnaj                | Povrch | Vítězka               | Výsledek      |
| -- | --------------- | --------------------- | ------ | --------------------- | ------------- |
| 1. | 15. června 2003 | Birmingham, Anglie    | tráva  | Magdalena Malejevová  | 1–6, 4–6      |
| 2. | 16. ledna 2004  | Hobart, Austrálie     | tvrdý  | Amy Frazierová        | 3–6, 3–6      |
| 3. | 8. ledna 2005   | Auckland, Nový Zéland | tvrdý  | Katarina Srebotniková | 7–5, 5–7, 4–6 |

### Čtyřhra:13 (9–4)
| Legenda           |   |
| Grand Slam        | 0 |
| WTA Championships | 0 |
| Tier I            | 1 |
| Tier II           | 1 |
| Tier III          | 4 |
| Tier IV & V       | 3 |
| Olympijské hry    | 0 |

| Stav       | Č.  | Datum           | Turnaj                      | Povrch | Spoluhráčka             | Soupeřky ve finále                                | Výsledek         |
| Vítězka    | 1.  | 16. června 2002 | Birmingham, Anglie          | tráva  | Els Callensová          | Kimberly Poová-Messerliová Nathalie Tauziatová    | 6–4, 6–3         |
| Vítězka    | 2.  | 6. října 2002   | Japan Open, Japonsko        | tvrdý  | Nana Mijagiová          | Světlana Kuzněcovová Arantxa Sánchezová Vicariová | 6–4, 4–6, 6–4    |
| Finalistka | 3.  | 30. března 2003 | Miami, Florida, USA         | tvrdý  | Nana Mijagiová          | Liezel Huberová Magdalena Malejevová              | 4–6, 6–3, 5–7    |
| Vítězka    | 4.  | 6. dubna 2003   | Sarasota, Florida, USA      | antuka | Nana Mijagiová          | Liezel Huberová Martina Navrátilová               | 6–7(8), 3–6      |
| Vítězka    | 5.  | 16. ledna 2004  | Hobart, Austrálie           | tvrdý  | Seiko Okamotová         | Els Callensová Barbara Schett                     | 2–6, 6–4, 6–3    |
| Vítězka    | 6.  | 7. srpna 2004   | Canada Masters, Kanada      | tvrdý  | Ai Sugijama             | Liezel Huberová Tamarine Tanasugarnová            | 6–0, 6–3         |
| Vítězka    | 7.  | 10. října 2004  | Japan Open, Japonsko        | tvrdý  | Katarina Srebotniková   | Jennifer Hopkinsová Mashona Washingtonová         | 6–1, 6–4         |
| Vítězka    | 8.  | 8. ledna 2005   | Auckland, Nový Zéland       | tvrdý  | Katarina Srebotniková   | Leanne Bakerová Francesca Lubianiová              | 6–3, 6–3         |
| Finalistka | 9.  | 9. října 2005   | Japan Open, Japonsko        | tvrdý  | María Ventová-Kabchiová | Gisela Dulková Maria Kirilenková                  | 5–7, 6–4, 3–6    |
| Vítězka    | 10. | 16. října 2005  | Bangkok, Thajsko            | tvrdý  | Gisela Dulková          | Conchita Martínezová Virginia Ruanová Pascualová  | 6–1, 7–5         |
| Finalistka | 11. | 5. března 2006  | Acapulco, Mexiko            | antuka | Émilie Loitová          | Anna-Lena Grönefeldová Meghann Shaughnessyová     | 1–6, 3–6         |
| Finalistka | 12. | 2. dubna 2006   | Miami, Florida, USA         | tvrdý  | Katarina Srebotniková   | Liezel Huberová Martina Navrátilová               | 7–6(7), 1–6, 3–6 |
| Vítězka    | 13. | 9. dubna 2006   | Amelia Island, Florida, USA | antuka | Katarina Srebotniková   | Liezel Huberová Sania Mirzaová                    | 6–2, 6–4         |